# St. Ulrich (Weberstedt)

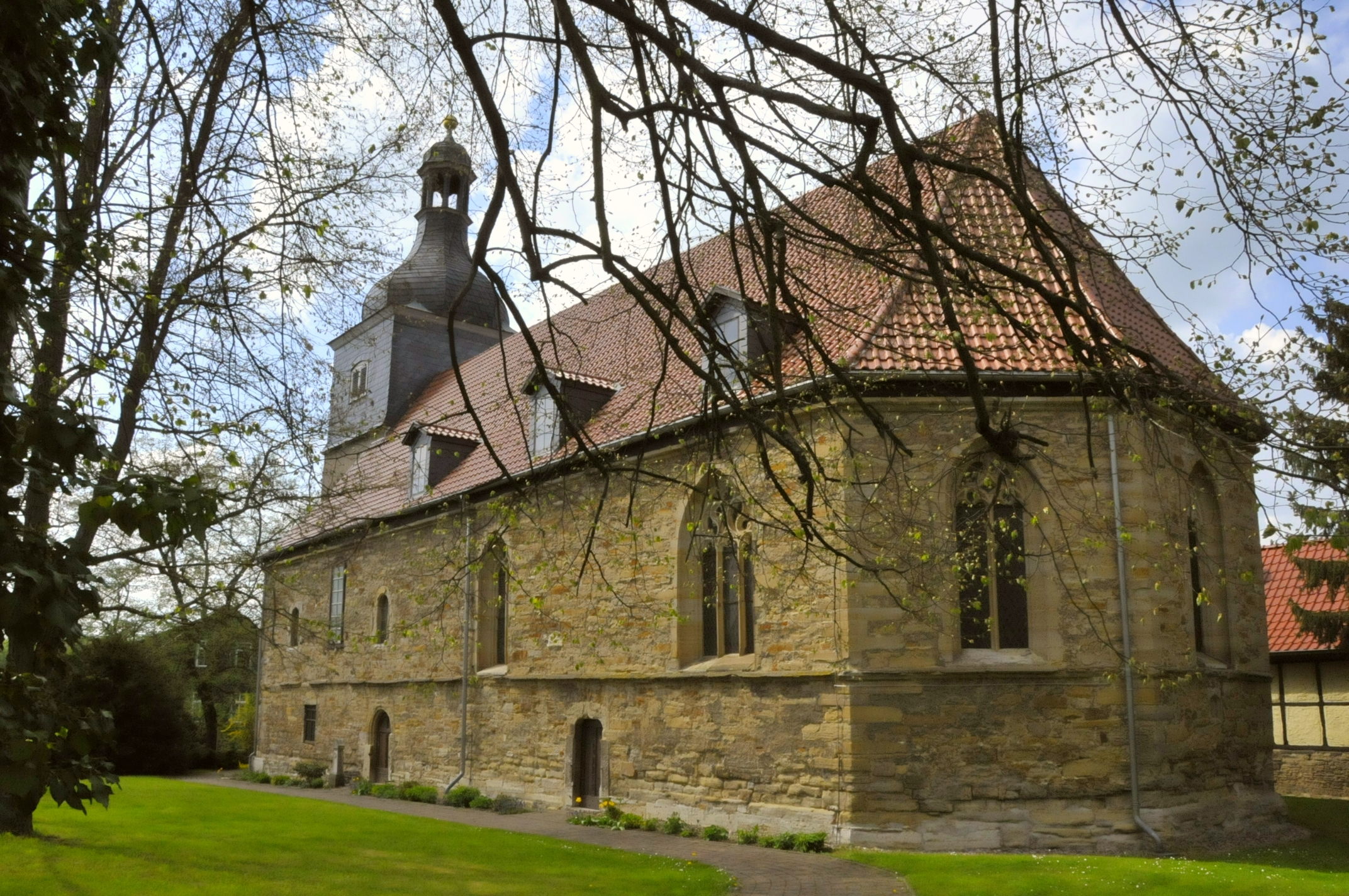
Die Kirche

Die evangelische Dorfkirche St. Ulrich steht in Weberstedt, einem Ortsteil der Gemeinde Unstrut-Hainich im Unstrut-Hainich-Kreis in Thüringen.

## Geschichte
Das Gotteshaus befindet sich mitten in erhöhter Lage im Dorf auf dem Grundstück des in der Spätgotik 1522 errichteten romanischen Kirchengebäudes, das 1728, 1842 und 1909 baulich verändert worden ist.

## Das Kirchenschiff
Es ist ein langgestrecktes Gebäude aus Bruchsteinen mit Chorabschluss und umlaufendem Kaffgesims und Fenstern verschiedener Bauepochen. Aus gotischer Zeit sind die mit Maßwerk versehenen Spitzbogenfenster sowie zwei Portale an der Südseite. Der Innenraum wurde 1911 mit einer verzierten Holztonne überspannt. Die Emporen mit den Balkenköpfen, Taustab und Zahnschnitt schmücken sogar den Raum und sind datiert mit den Jahreszahlen 1560–1562. Die Malereien an den Brüstungsfeldern sind aus dem Jahr 1991. Die verglasten Patronatslogen und einige Bildnisgrabsteine erinnern an die Familie Goldacker. Das übergroße Triumphkreuz schmückt den Raum sakral. Im Mittelschrein befindet sich ein Relief mit der Weihe Christi, in den Flügeln sind Heilige dargestellt.

## Der Turm
Der Kirchturm wurde mit geschweifter Schieferhaube und barocken Portal 1728 errichtet.